# Jan van Beek
Johan Anton „Jan“ van Beek (* 22. Oktober 1880; † 2. September 1952) war ein niederländischer Fußballspieler, der Anfang des 20. Jahrhunderts für den zweitklassigen Verein Quick aus Kampen aktiv war.
Nachdem in den ersten Länderspielen der niederländischen Nationalmannschaft nur Spieler aus dem Westen des Landes eingesetzt wurden, war van Beek einer der ersten drei Spieler aus den östlichen Provinzen der Niederlande, die zum 1. April 1907 in die Elftal berufen wurden. Neben van Beek waren dies Hans Blume und Willem Janssen. Das Match gegen Englands Amateure ging 1:8 verloren; für van Beek und Torschütze Blume blieb es ihr einziges Länderspiel.